# John Metgod
Johannes "John" Antonius Bernardus Metgod (Ámsterdam, Países Bajos, 27 de febrero de 1958) es un exfutbolista y entrenador neerlandés. En su etapa como jugador se desempeñaba como defensa. Actualmente, es el segundo entrenador de la selección de fútbol de los Emiratos Árabes Unidos.

## Trayectoria
Metgod durante su trayectoria como jugador, pasó por el Real Madrid, donde militó dos temporadas, el Tottenham inglés o el Feyenoord holandés, entre otros equipos, además de ser internacional en 21 partidos con Holanda.
Como técnico fue director de cantera del Feyenoord y primer entrenador del Portsmouth y el Derby County ingleses y de los Colorado Rapids de Estados Unidos.
En julio de 2014, fue nombrado scout en Brighton & Hove Albion.
El 1 de julio de 2015, fue nombrado Gerente Técnico en ADO Den Haag y se fue en junio de 2016.
En abril de 2017, con 59 años llega al Granada CF hasta final de temporada para ocupar el puesto de segundo entrenador de Tony Adams, que llegaría al banquillo rojiblanco para cubrir destituido Lucas Alcaraz.
El 8 de enero de 2018, el entrenador Aitor Karanka le incorpora al Nottingham Forest para ocupar el puesto de segundo entrenador, pero dejó el club el 10 de enero de 2019 cuando Aitor Karanka dimitió como entrenador. Sin embargo, continuó en el club como director deportivo.
El 21 de marzo de 2019, deja de ser director deportivo del Nottingham Forest para convertirse en segundo entrenador de la selección nacional de los Emiratos Árabes Unidos.

## Clubes

### Como jugador
| Club              | País         | Año       | Partidos | Goles |
| ----------------- | ------------ | --------- | -------- | ----- |
| HFC Haarlem       | Países Bajos | 1975-1976 | 32       | 1     |
| AZ Alkmaar        | Países Bajos | 1976-1982 | 195      | 26    |
| Real Madrid CF    | España       | 1982-1984 | 49       | 1     |
| Nottingham Forest | Inglaterra   | 1984-1987 | 116      | 15    |
| Tottenham Hotspur | Inglaterra   | 1987-1988 | 12       | 0     |
| Feyenoord         | Países Bajos | 1988-1994 | 164      | 13    |

### Como entrenador
| Club                                    | País           | Cargo                 | Año       |
| --------------------------------------- | -------------- | --------------------- | --------- |
| Excelsior                               | Países Bajos   | Ayudante y Entrenador | 1996–1997 |
| Feyenoord                               | Países Bajos   | Ayudante              | 1997–2004 |
| Excelsior                               | Países Bajos   | Entrenador            | 2004–2005 |
| Feyenoord                               | Países Bajos   | Ayudante              | 2005–2007 |
| Portsmouth                              | Inglaterra     | Entrenador            | 2008-2009 |
| Derby County                            | Inglaterra     | Entrenador            | 2009-2013 |
| Colorado Rapids                         | Estados Unidos | Asistente             | 2014      |
| Brighton & Hove Albion                  | Inglaterra     | Scout                 | 2014-2015 |
| ADO Den Haag                            | Países Bajos   | Gerente Técnico       | 2015-2016 |
| Granada CF                              | España         | Asistente             | 2017      |
| Nottingham Forest                       | Inglaterra     | Asistente             | 2018-2019 |
| Selección de los Emiratos Árabes Unidos | EAU            | Asistente             | 2019      |
| Selección de los Emiratos Árabes Unidos | EAU            | Asistente             | 2020-2022 |
| ADO Den Haag                            | Países Bajos   | Asistente             | 2022-     |

## Palmarés
AZ Alkmaar
- Eredivisie: 1980-81
- Copa de los Países Bajos: 1978, 1981, 1982

Feyenoord
- Eredivisie: 1992-93
- Copa de los Países Bajos: 1991, 1992, 1994